# Quadro Nuevo
I Quadro Nuevo sono una band jazz tedesca, formatasi nel 1996.

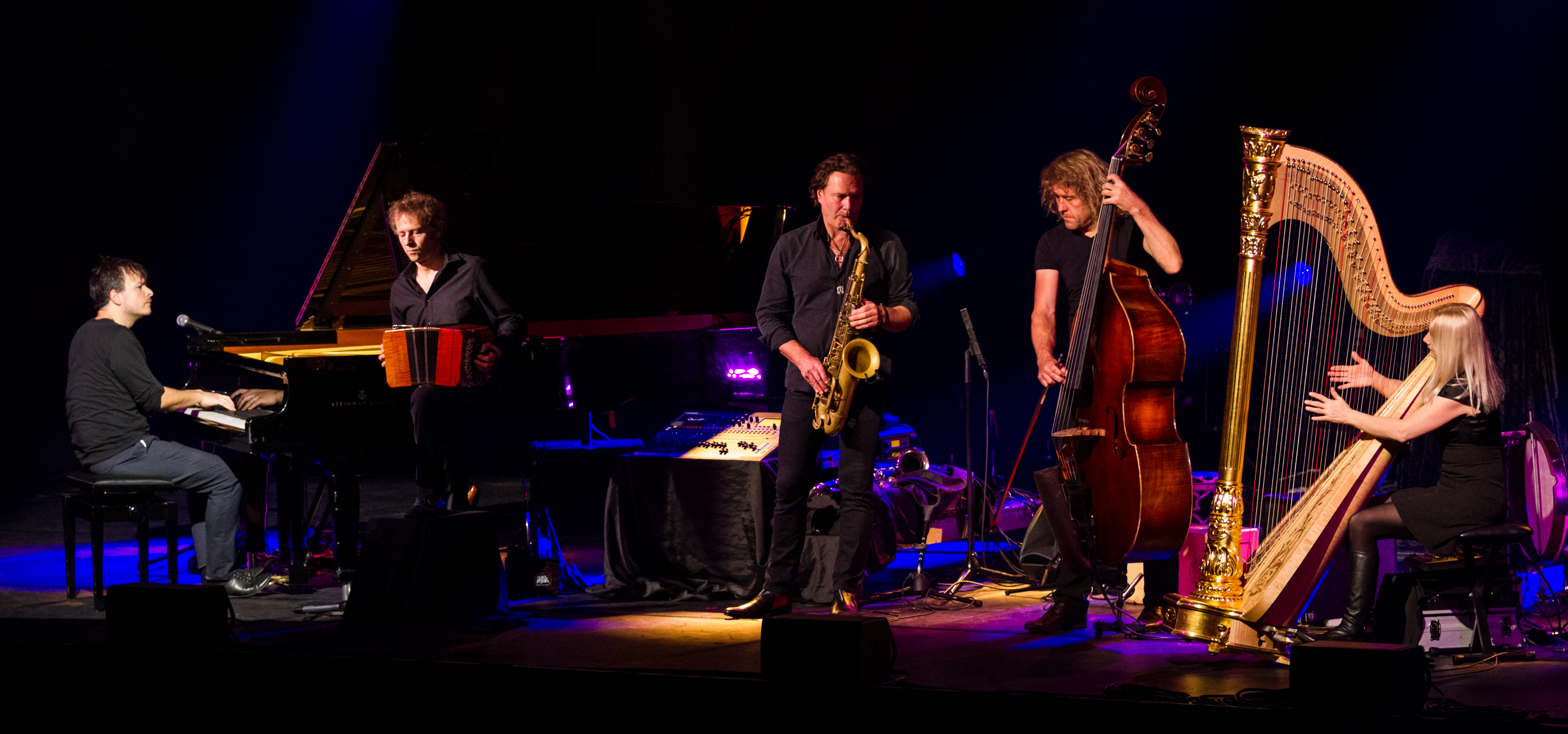
Quadro Nuevo vivono a Leverkusener Jazztage 2015

Lo stile musicale è descritto dalla band come una miscela di "tango, Bal-musette, flamenco, musica da film amorevolmente spolverata e musica italiana quasi scolorita".
Il Quartetto ha suonato in numerosi festival, tra cui il prestigioso Montréal Jazz Festival, la Settimana Internazionale di Jazz a Burghausen, la Settimana della Musica di Merano e il Festival del Québec. Hanno vinto tredici German Jazz Award.

## Formazione

### Formazione attuale
- Robert Wolf - chitarra (1996- 2008)
- Mulo Francel - sassofono (1996-)
- D.D. Lowka - contrabbasso (1996-)
- Andreas Hinterseher - fisarmonica (2002-)
- Evelyn Huber - arpa (2008 - )

### Ex componenti
- Heinz-Ludger Jeromin (1996-2002)

## Discografia
- 1998 – Luna rossa (Minor Music, 801065)
- 1999 – Buongiorno tristezza (Fine Music, FM 104-2)
- 2000 – CinéPassion (Skip Records GmbH, 9007-2)
- 2002 – Canzone della strada (Fine Music, FM 106-2)
- 2004 – Mocca Flor (Fine Music, FM 110-2)
- 2004 – Quadro Nuevo: LIVE (GLM Musica)
- 2006 – Tango Bitter Sweet (Fine Music, FM 123-2)
- 2008 – Antakya (Fine Music, FM 132-2)
- 2008 – Weihnacht (Fine Music, FM 134-2)
- 2009 – Italienische reise (Steinbach Sprechende Bücher, FM 136-2)
- 2009 – Der König hat gelacht (GLM Musica)
- 2010 – Grand Voyage (GLM Music, FM 151-1)
- 2011 - Schöne Kinderlieder (Fine Music, FM 158-2)
- 2011 - Quadro Nuevo in concert (Fine Music, FM 164-2)
- 2013 - End of the Rainbow con NDR Pops Orchestra (Fine Music, FM 172-2)
- 2013 - Bethlehem (Fine Music, FM 184-1)
- 2015 - Tango (Fine Music, FM 196-1)
- 2016 - Music for Christmas Nights con Münchner Symphoniker (Fine Music, FM 221-1)
- 2016 - Alpensagen zwischen berg und tal (GLM Music, GLM 103)
- 2017 - Flying Carpet
- 2019 - Volkslied Reloaded (Sony Music, 19075928631)